# Neoeburnella
Neoeburnella Koçak, 1986 è un genere di ragni appartenente alla famiglia Linyphiidae.

## Distribuzione
L'unica specie oggi attribuita a questo genere è stata rinvenuta in Costa d'Avorio: precisamente a Kossou, nel territorio della Regione dei laghi.

## Tassonomia
L'aracnologo Koçak, in un lavoro del 1986, ha ridenominato il genere con l'attuale nome in quanto il precedente Eburnella Jocqué & Bosmans, 1983, era già precedentemente occupato da Eburnella Pease, 1870, un genere di molluschi gasteropodi della famiglia Achatinellidae.
A dicembre 2011, si compone di una specie:
- Neoeburnella avocalis (Jocqué & Bosmans, 1983)[3] — Costa d'Avorio